# Hirajima Takashi
Takashi Hirajima (sinh ngày 3 tháng 2 năm 1982) là một cầu thủ bóng đá người Nhật Bản.

## Sự nghiệp câu lạc bộ
Takashi Hirajima đã từng chơi cho Avispa Fukuoka, Kyoto Sanga FC, Cerezo Osaka, Tokushima Vortis và AC Nagano Parceiro.